# Abbadia San Salvatore
Abbadia San Salvatore é uma comuna italiana da região da Toscana, província de Siena, com cerca de 6.816 habitantes. Estende-se por uma área de 58,9 km², tendo uma densidade populacional de 118 hab/km². Faz fronteira com Castel del Piano (GR), Castiglione d'Orcia, Piancastagnaio, Radicofani, San Casciano dei Bagni, Santa Fiora (GR), Seggiano (GR).

## Demografia
| Variação demográfica do município entre 1861 e 2011                               |
|                                                                                   |
| Fonte: Istituto Nazionale di Statistica (ISTAT) - Elaboração gráfica da Wikipedia |